# Ministère des Transports (Cameroun)
 (janvier 2023).
La mise en forme du texte ne suit pas les recommandations de Wikipédia : il faut le « wikifier ».
Les points d'amélioration suivants sont les cas les plus fréquents :
- Les titres sont pré-formatés par le logiciel. Ils ne sont ni en capitales, ni en gras.
- Le texte ne doit pas être écrit en capitales (les noms de famille non plus), ni en gras, ni en italique, ni en « petit »…
- Le gras n'est utilisé que pour surligner le titre de l'article dans l'introduction, une seule fois.
- L'italique est rarement utilisé : mots en langue étrangère, titres d'œuvres, noms de bateaux, etc.
- Les citations ne sont pas en italique mais en corps de texte normal. Elles sont entourées par des guillemets français : « et ».
- Les listes à puces sont à éviter, des paragraphes rédigés étant largement préférés. Les tableaux sont à réserver à la présentation de données structurées (résultats, etc.).
- Les appels de note de bas de page (petits chiffres en exposant, introduits par l'outil «  Source ») sont à placer entre la fin de phrase et le point final[comme ça].
- Les liens internes (vers d'autres articles de Wikipédia) sont à choisir avec parcimonie. Créez des liens vers des articles approfondissant le sujet. Les termes génériques sans rapport avec le sujet sont à éviter, ainsi que les répétitions de liens vers un même terme.
- Les liens externes sont à placer uniquement dans une section « Liens externes », à la fin de l'article. Ces liens sont à choisir avec parcimonie suivant les règles définies. Si un lien sert de source à l'article, son insertion dans le texte est à faire par les notes de bas de page.
- La présentation des références doit suivre les conventions bibliographiques. Il est recommandé d'utiliser les modèles {{Ouvrage}}, {{Chapitre}}, {{Article}}, {{Lien web}} et/ou {{Bibliographie}}. Le mode d'édition visuel peut mettre en forme automatiquement les références.
- Insérer une infobox (cadre d'informations à droite) n'est pas obligatoire pour parachever la mise en page.

Pour une aide détaillée, merci de consulter Aide:Wikification.
Si vous pensez que ces points ont été résolus, vous pouvez retirer ce bandeau et améliorer la mise en forme d'un autre article.
Pour les autres articles nationaux ou selon les autres juridictions, voir Ministère des Transports.
Le ministère des Transports est une institution de l’État camerounais placée sous l’autorité d’un ministre. Il est chargé de la mise en œuvre de la politique gouvernementale sur la prévention et la sécurité routière dans le domaine des transports (aérien, maritime, fluvial et terrestre).

## Historique
Ce ministère, précédemment appelé « Transport, Mines, Poste » date de 1957 sous la houlette de Michel Njine, à qui ont succédé quelques personnalités telles que Charles Okola, Oumarou Sanda, Solomon Tandeng Muna jusqu’au 3 mars 2018, l’économiste et homme politique Jean Masséna Ngallé Bibéhé précédemment ministre de l’enseignement secondaire prend la tête de cette structure ministérielle. En effet, ce ministère est en partenariat avec certaines organisations internationales dudit domaine, telles que l'Organisation maritime internationale (OMI), la commission africaine de l’aviation civile (CAFAC), le conseil national civil Authority (CCAA), le conseil national de chargeur du Cameroun (CNCC) et l'organisation maritime de l’Afrique de l’ouest et du centre (OMOAC).

## Missions
- Étudier et participer à l'élaboration et la mise en œuvre des mesures législatives ou réglementaires relatives à la sécurité et à la prévention routière, en liaison avec les autres administrations concernées.
- Veiller au développement coordonné de tous les modes des transports, assurer ou contrôler l'organisation et le fonctionnement des transports aériens routiers, ferroviaires, maritimes et fluviaux.
- Du suivi de la mise en œuvre et l’exécution du plan sectoriel des transports.
- De l’aviation civile, des navigations fluviales et maritime, des transports routiers et ferroviaires et de la météorologie.
- Concourir à la formation professionnelle des personnels des transports.

## Liste des responsables successifs du Ministère des Transports
| N° | Périodes  | Noms et Prénoms                   | Images |
| -- | --------- | --------------------------------- | ------ |
|    | 2018      | Jean Ernest Masséna Ngallé Bibéhé |        |
|    | 2015-2018 | Edgar Alain Mébé Ngo'o            |        |
|    | 2011-2015 | Robert Nkili                      |        |
|    | 2009-2011 | Bello Bouba Maigari               |        |
|    | 2007-2009 | Gounoko Haounaye                  |        |
|    | 2004-2007 | Dakole Daissala                   |        |
|    | 2004-2004 | Charles Salé                      |        |